# Jubileu Compostelano
| Anos santos compostelanos nos séculos XX e XXI | Anos santos compostelanos nos séculos XX e XXI | Anos santos compostelanos nos séculos XX e XXI | Anos santos compostelanos nos séculos XX e XXI | Anos santos compostelanos nos séculos XX e XXI |
|                                                | +6                                             | +5                                             | +6                                             | +11                                            |
| ---------------------------------------------- | ---------------------------------------------- | ---------------------------------------------- | ---------------------------------------------- | ---------------------------------------------- |
| +28                                            | 1909                                           | 1915                                           | 1920                                           | 1926                                           |
| +28                                            | 1937                                           | 1943                                           | 1948                                           | 1954                                           |
| +28                                            | 1965                                           | 1971                                           | 1976                                           | 1982                                           |
| +28                                            | 1993                                           | 1999                                           | 2004                                           | 2010                                           |
| +28                                            | 2021                                           | 2027                                           | 2032                                           | 2038                                           |
| +28                                            | 2049                                           | 2055                                           | 2060                                           | 2066                                           |
| +28                                            | 2077                                           | 2083                                           | 2088                                           | 2094                                           |

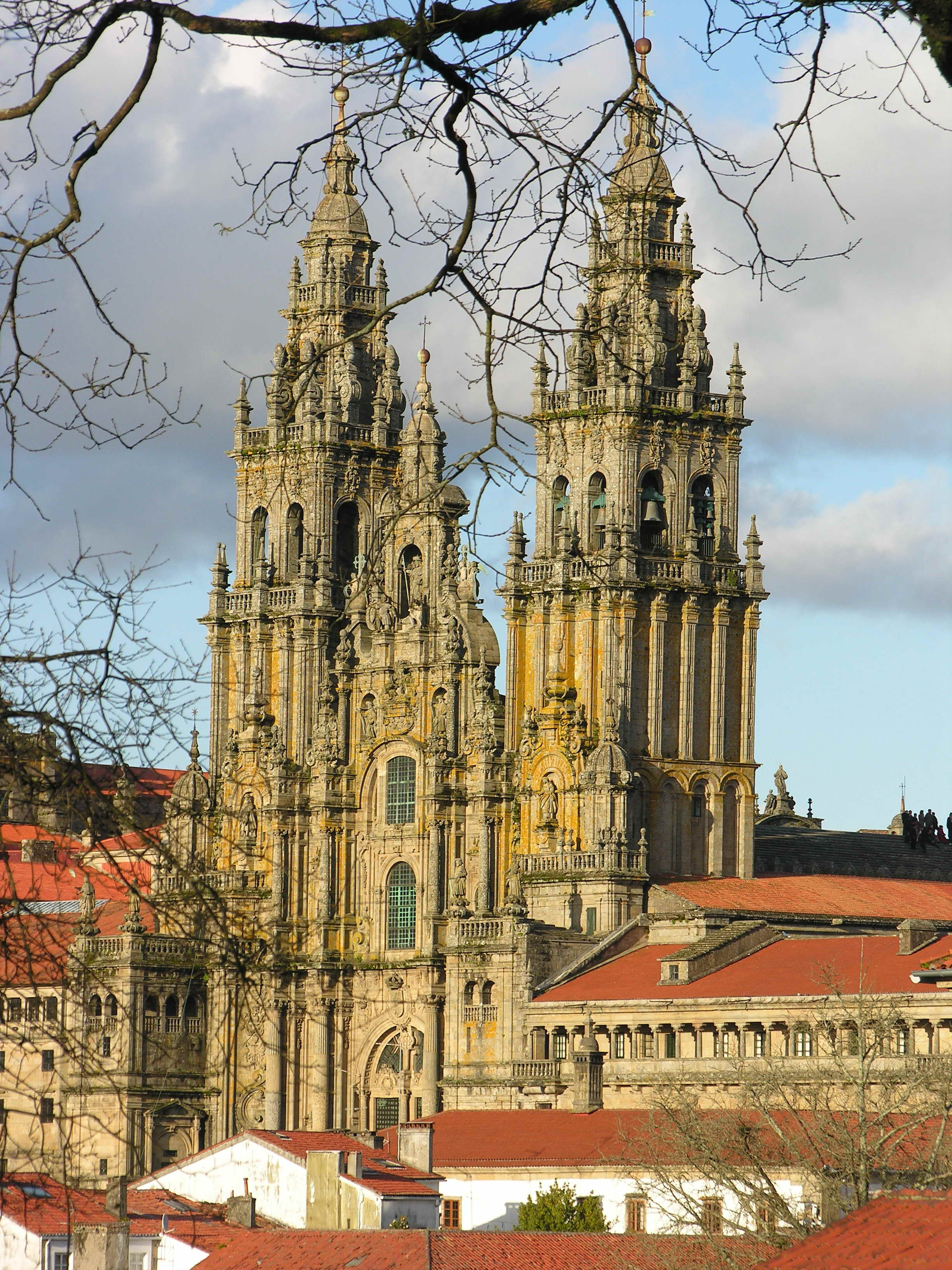
Catedral de Santiago de Compostela

O Ano Jubilar Compostelano — também conhecido como Jubileu ou Ano Santo (Jacobeu ou Xacobeo) — é celebrado desde a Idade Média, por disposição papal, quando o dia do apóstolo Santiago Maior (25 de julho), cujos restos mortais supostamente se encontram na Catedral de Santiago de Compostela, coincide com um domingo, o que sucede habitualmente cada 6, 5, 6 e 11 anos. 
O Jubileu Compostelano, que concede desde a sua origem indulgências especiais aos fiéis, estimulou a visita de peregrinos de toda a Europa à catedral de Santiago de Compostela. Esta celebração religiosa tem início da tarde do dia 31 de dezembro anterior ao início do Ano Jubilar e termina no mesmo dia, um ano depois. As cerimónias que assinalam o início e o fim desta celebração são a abertura e o encerramento da Porta Santa, situada na cabeceira da catedral compostelana.
As exigências formais da Igreja para ganhar o Jubileu são muito simples: visitar a catedral de Santiago, onde se encontra o corpo de Santiago e aí rezar pelo menos uma oração. Também é exigida a confissão e comunhão no mesmo dia da peregrinação ou quinze dias antes ou depois desta, mas estes sacramentos podem ser cumpridos em qualquer lugar, e não obrigatoriamente na catedral compostelana. 